# Bahnhof Aéroport Charles-de-Gaulle 2 TGV
Der Bahnhof Aéroport Charles-de-Gaulle 2 TGV (französisch Gare de l’aéroport Charles-de-Gaulle 2 TGV) ist ein Fernbahnhof an der LGV Interconnexion Est, der inmitten des Terminals 2 des Flughafens Paris-Charles de Gaulle liegt.
Am Bahnhof halten TGV und saisonal Eurostar, die von der LGV Nord oder der LGV Sud-Est kommend über die Interconnexion Est Paris umfahren, beispielsweise auf der Strecke von Brüssel nach Lyon. Der Bahnhof ist mit der RER B der RATP auch mit der Innenstadt von Paris sowie dem Gare du Nord und dem zweiten Bahnhof auf dem Flughafengelände, Aéroport Charles-de-Gaulle 1, verbunden. Des Weiteren hält die CDGVAL, eine Verbindungsbahn innerhalb des Flughafengeländes, neben der Haupthalle.

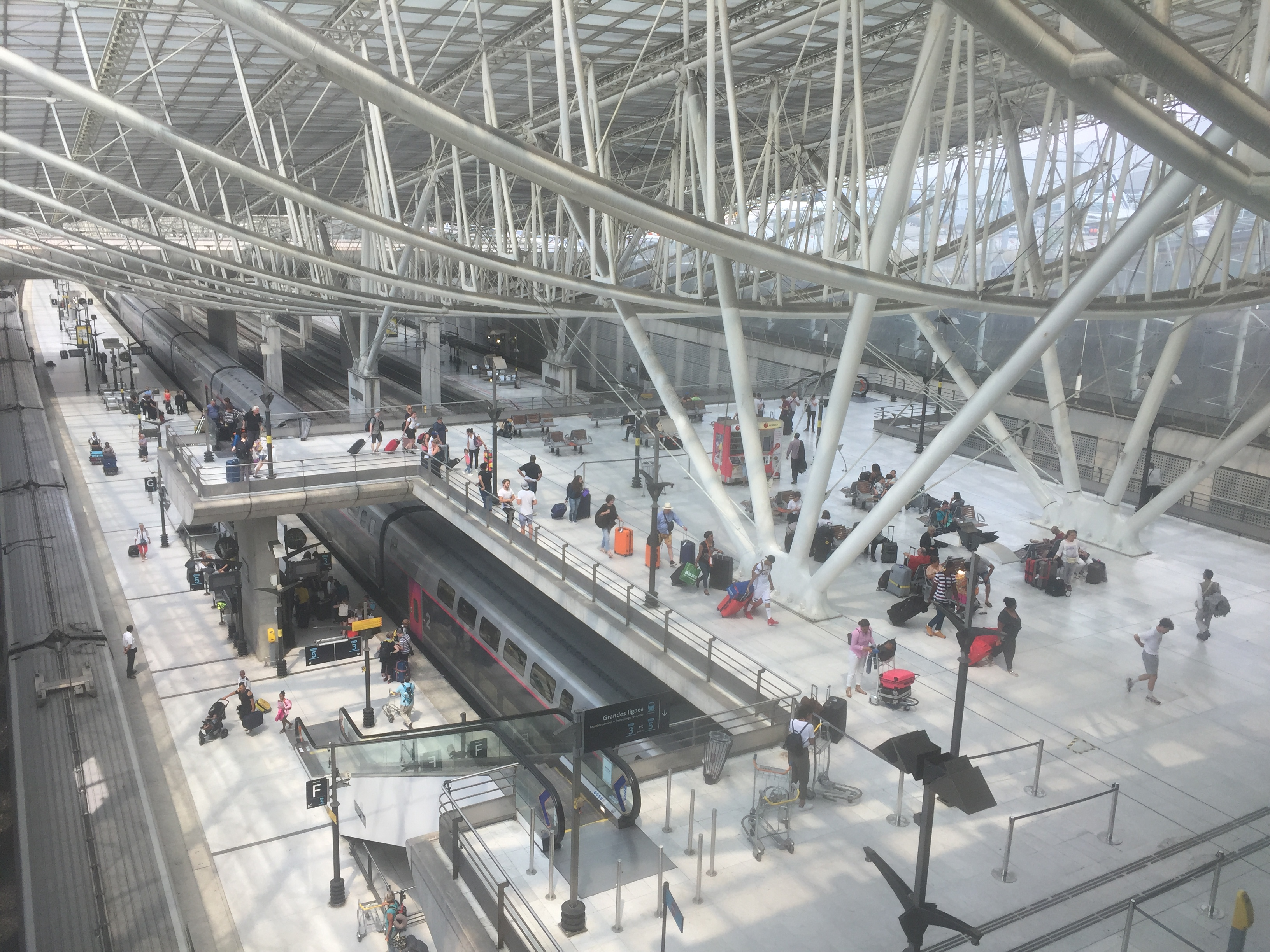
Innenansicht des Bahnhofs
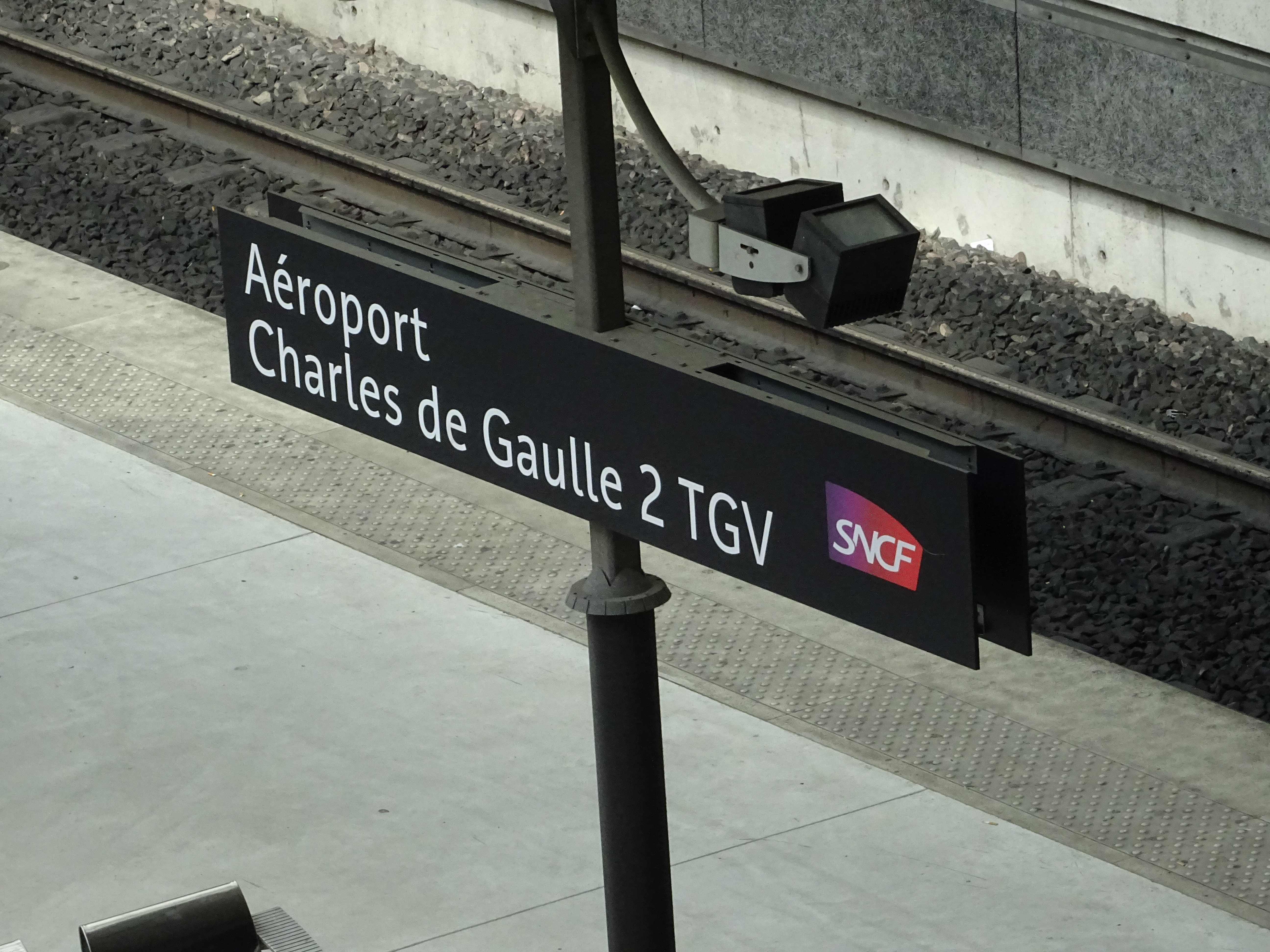
Bahnhofsschild